# Cronologia da pandemia de COVID-19 em novembro de 2021
Este artigo documenta a cronologia e epidemiologia do vírus SARS-CoV-2 em novembro de 2021, o vírus que causa a COVID-19 e é responsável pela pandemia de COVID-19. Os primeiros casos humanos da COVID-19 foram identificados em Wuhan, China, em dezembro de 2019.

## Cronologia

### 1 de novembro
- A Malásia registrou 4.626 novos casos, elevando o número total para 2.476.268. Existem 5.299 recuperações, elevando o número total de recuperações para 2.380.060. 63 mortes foram relatadas, elevando o número de mortos para 28.975.[1]
- A Nova Zelândia registrou 166 novos casos, elevando o número total de casos para 6.594. Três se recuperaram, elevando o número total de recuperações para 4.650. O número de mortos permanece em 28. Há 1.916 casos ativos (1.882 na comunidade e 34 na fronteira).[2]
- Singapura registrou 2.470 novos casos, incluindo 2.189 na comunidade, 278 residentes em dormitórios e três importados, elevando o total para 200.844. 14 mortes foram confirmadas, elevando o número de mortos para 421.[3]
- A Ucrânia registrou 13.936 novos casos diários e 298 novas mortes diárias, elevando o número total para 2.936.238 e 68.027, respectivamente; um total de 2.442.098 pacientes se recuperaram.[4]

### 2 de novembro
Relatório semanal da Organização Mundial da Saúde:
- A Malásia registrou 5.071 novos casos, elevando o número total para 2.481.339. 5.372 se recuperaram, elevando o número total de recuperações para 2.385.432. 70 se recuperaram, elevando o número de mortos para 29.045.[6]
- A Nova Zelândia registrou 129 novos casos, elevando o número total para 6.723. Existem 81 recuperações, elevando o número total de recuperações para 4.731. O número de mortos permanece em 28. São 1.964 recuperações (1.929 na comunidade e 35 na fronteira).[7]
- Singapura registrou 3.496 novos casos, incluindo 3.352 na comunidade, 141 residentes em dormitórios e três importados, elevando o total para 204.340. Nove mortes foram confirmadas, elevando o número de mortos para 430.[8]
- A Ucrânia registrou 19.455 novos casos diários e 700 novas mortes diárias, elevando o número total para 2.955.693 e 68.727, respectivamente; um total de 2.454.737 pacientes se recuperaram.[9]
- Os Estados Unidos da América ultrapassaram 46 milhões de casos.[10]

### 3 de novembro
- A Malásia registrou 5.291 novos casos, elevando o número total para 2.486.630. Há 4.947 recuperações, elevando o número total de recuperações para 2.390.379. 46 mortes foram relatadas, elevando o número de mortos para 29.091.[11]
- A Nova Zelândia registrou 110 novos casos, elevando o número total de casos para 6.832. Existem 11 recuperações, elevando o número total de recuperações para 4.742. O número de mortos permanece em 28. Há 2.062 casos ativos (2.017 na comunidade e 45 na fronteira).[12]
- Singapura registrou 3.635 novos casos, incluindo 3.223 na comunidade, 409 residentes em dormitórios e três importados, elevando o total para 207.975. 12 mortes foram confirmadas, elevando o número de mortos para 442.[13]
- A Ucrânia registrou 23.393 novos casos diários e 720 novas mortes diárias, elevando o número total para 2.979.086 e 69.447, respectivamente; um total de 2.466.674 pacientes se recuperaram.[14]
- Gabriel Boric, presidente do Chile, testou positivo para a COVID-19.
- O quarterback do Green Bay Packers, Aaron Rodgers, testou positivo para a COVID-19 e foi descartado da partida de futebol contra o Kansas City Chiefs .[15]
- O prefeito de Los Angeles, Eric Garcetti, testou positivo para a COVID-19.[16]

### 4 de novembro
- Fiji registrou 33 novos casos na Divisão Norte, 64 casos na Divisão Central, 48 na Divisão Oeste e dois na Divisão Leste nos últimos sete dias. O número de mortos chegou a 674.[17]
- A Alemanha registrou um recorde de 33.949 casos, elevando o número total para 4.672.368. 165 mortes foram relatadas, elevando o número de mortos para 96.192.[18]
- A Malásia registrou 5.713 novos casos, elevando o número total para 2.492.343. Existem 5.865 recuperações, elevando o número total de recuperações para 2.396.244. 65 mortes foram relatadas, elevando o número de mortos para 29.155.[19]
- A Nova Zelândia registrou 142 novos casos, elevando o número total para 6.972. Há 17 recuperações, elevando o número total de recuperações para 4.759. O número de mortos permanece em 28. Existem 2.185 casos ativos (2.139 na comunidade e 46 na fronteira).[20]
- Singapura registrou 3.003 novos casos, incluindo 2.780 na comunidade, 220 residentes em dormitórios e três importados, elevando o total para 210.978. 17 mortes foram confirmadas, elevando o número de mortos para 459.[21]
- A Ucrânia registrou um recorde de 27.377 novos casos diários e ultrapassou 3 milhões de casos totais em 3.006.463. Além disso, 699 novas mortes diárias foram relatadas, elevando o número total para 70.146, e um total de 2.479.138 pacientes recuperados.[22]

### 5 de novembro
- Fiji registrou 52.176 casos desde abril de 2021. 50.054 pessoas se recuperaram com 957 casos ativos. O número de mortos permaneceu em 674.[23]
- A Malásia registrou 4.922 novos casos, elevando o número total para 2.497.265. São 5.579 recuperações, elevando o número total de recuperações para 2.401.823. Há 47 mortes, elevando o número de mortos para 29.202.[24]
- A Nova Zelândia registrou 167 novos casos, elevando o número total para 7.138. Existem 14 recuperações, elevando o número total de recuperações para 2.336. Uma nova morte foi relatada, elevando o número de mortos para 29. Há 2.336 casos ativos (46 na fronteira e 2.290 na comunidade).[25]
- Singapura registrou 1.767 novos casos, incluindo 1.639 na comunidade, 120 residentes em dormitórios e oito importados, elevando o total para 212.745. Nove mortes foram confirmadas, elevando o número de mortos para 468.[26]
- A Ucrânia registrou 26.488 novos casos diários e 696 novas mortes diárias, elevando o número total para 3.032.951 e 70.842, respectivamente; um total de 2.492.419 pacientes se recuperaram.[27]

### 6 de novembro
- A Malásia registrou 4.701 novos casos, elevando o número total para 2.501.966. Existem 5.382 recuperações, elevando o número total de recuperações para 2.407.205. 54 mortes são relatadas, elevando o número de mortos para 29.256.[28]
- A Nova Zelândia registrou 207 novos casos, elevando o número total para 7.342. São 14 recuperações, elevando o número de recuperações para 4.787. Há 2 mortes, elevando o número de mortos para 31. Há 2.524 casos ativos (45 em isolamento gerenciado e 2.479 na comunidade).[29]
- Singapura registrou 3.035 novos casos, incluindo 2.928 na comunidade, 102 residentes em dormitórios e cinco importados, elevando o total para 215.780. 12 mortes foram confirmadas, elevando o número de mortos para 480.[30]
- A Ucrânia registrou 25.063 novos casos diários e um recorde de 793 novas mortes diárias, elevando o número total para 3.058.014 e 71.635, respectivamente; um total de 2.504.236 pacientes se recuperaram.[31]

### 7 de novembro
- A Malásia registrou 4.343 novos casos, elevando o número total para 2.506.309. Existem 5.190 recuperações, elevando o número total de recuperações para 2.412.395. Há 35 mortes, elevando o número de mortos para 29.291.[32]
- A Nova Zelândia registrou 114 casos, elevando o número total para 7.456. Existem 74 recuperações, elevando o número total de recuperações para 4.861. O número de mortos permanece em 31. Existem 2.564 casos ativos (39 na fronteira e 2.525 na comunidade).[33]
- Singapura registrou 2.553 novos casos, incluindo 2.343 na comunidade, 205 residentes em dormitórios e cinco importados, elevando o total para 218.333. 17 mortes foram confirmadas, elevando o número de mortos para 497.[34]
- A Ucrânia registrou 17.419 novos casos diários e 449 novas mortes diárias, elevando o número total para 3.075.433 e 72.084, respectivamente; um total de 2.512.756 pacientes se recuperaram.[35]

### 8 de novembro
- A Malásia registrou 4.543 novos casos, elevando o número total para 2.510.852. São 7.348 recuperações, elevando o número total de recuperações para 2.419.743. 58 mortes foram relatadas, elevando o número de mortos para 29.349.[36]
- A Nova Zelândia registrou 193 novos casos, elevando o número total para 7.648. Há uma recuperação, elevando o número total de recuperações para 4.862. Uma morte foi relatada, elevando o número de mortos para 32. Há 2.712 casos ativos (42 na fronteira e 2.754 em isolamento gerenciado).[37]
- Singapura registrou 2.470 novos casos, incluindo 2.307 na comunidade, 156 residentes em dormitórios e sete importados, elevando o total para 220.803. 14 mortes foram confirmadas, elevando o número de mortos para 511.[38]
- A Ucrânia registrou 13.068 novos casos diários e 473 novas mortes diárias, elevando o número total para 3.088.501 e 72.557, respectivamente; um total de 2.520.956 pacientes se recuperaram.[39]
- Segundo a Universidade Johns Hopkins, o número de casos e mortes por coronavírus no mundo atingiu 250 milhões e 5,04 milhões, respectivamente.[40]

### 9 de novembro
Relatório semanal da Organização Mundial da Saúde:
- Fiji registrou 51 novos casos. Uma nova morte foi relatada, elevando o número de mortos para 675.[42]
- A Malásia registrou 5.403 novos casos, elevando o número total para 2.517.173. Há 5.311 recuperações, elevando o número total de recuperações para 2.425.943. Há 78 mortes, elevando o número de mortos para 29.427.[43]
- A Nova Zelândia registrou 128 novas recuperações, elevando o número total para 2.825. Há 56 recuperações, elevando o número total de recuperações para 4.918. O número de mortos permanece em 32. Há 2.825 casos ativos (2.788 na comunidade e 37 na fronteira).[44]
- Singapura registrou 3.397 novos casos, incluindo 3.222 na comunidade, 169 residentes em dormitórios e seis importados, elevando o total para 224.200. 12 mortes foram confirmadas, elevando o número de mortos para 523.[45]
- A Ucrânia registrou 18.988 novos casos diários e um recorde de 833 novas mortes diárias, elevando o número total para 3.107.489 e 73.390, respectivamente; um total de 2.537.565 pacientes se recuperaram.[46]
- A primeira amostra da variante Omicron é coletada em Botsuana .[47][48]

### 10 de novembro
- A Malásia registrou 6.243 novos casos, elevando o número total para 2.522.498. São 5.068 recuperações, elevando o número total para 2.430.122. Há 59 mortes, elevando o número de mortos para 29.486.[49]
- A Nova Zelândia registrou 149 novos casos, elevando o número total para 7.922. Há cinco recuperações, elevando o número total de recuperações para 4.923. O número de mortos permanece em 32. Há 2.967 casos ativos (35 na fronteira e 2.932 na comunidade).[50]
- Singapura registrou 3.481 novos casos, incluindo 3.244 na comunidade, 229 residentes em dormitórios e oito importados, elevando o total para 227.681. 17 mortes foram confirmadas, elevando o número de mortos para 540.[51]
- A Ucrânia registrou 23.283 novos casos diários e 815 novas mortes diárias, elevando o número total para 3.130.772 e 74.205, respectivamente; um total de 2.553.842 pacientes se recuperaram.[52]

### 11 de novembro
- Fiji registrou quatro mortes na Divisão Ocidental, elevando o número de mortos para 679.[53]
- A Alemanha registrou um recorde de 50.196 casos, elevando o número total para 4.894.250. 235 mortes foram relatadas, elevando o número de mortos para 97.198.[54]
- A Malásia registrou 6.323 novos casos, elevando o número total para 2.528.821. São 5.337 recuperações, elevando o número total de recuperações para 2.435.459. 49 mortes foram relatadas, elevando o número de mortos para 29.535.[55]
- A Nova Zelândia registrou 185 novos casos, elevando o número total para 8.107. São 60 recuperações, elevando o número total de recuperações para 4.983. Uma morte foi relatada, elevando o número de mortos para 33. Existem 3.091 casos ativos (35 na fronteira e 3.056 casos na comunidade).[56]
- Singapura registrou 2.396 novos casos, incluindo 2.243 na comunidade, 136 residentes em dormitórios e 17 importados, elevando o total para 230.077. Oito mortes foram confirmadas, elevando o número de mortos para 548.[57]
- A Ucrânia registrou 24.747 novos casos diários e 652 novas mortes diárias, elevando o número total para 3.155.519 e 74.857, respectivamente; um total de 2.572.738 pacientes se recuperaram.[58]

### 12 de novembro
- O Canadá registrou 2.616 novos casos e 43 novas mortes.[59]
- A Malásia registrou 6.517 novos casos, elevando o número total para 2.535.338. São 6.026 recuperações, elevando o número total para 2.441.485. 41 mortes foram relatadas, elevando o número de mortos para 29.576.[60]
- A Nova Zelândia registrou 202 novos casos, elevando o número total para 8.306. Há 15 recuperações, elevando o número total de recuperações para 4.998. O número de mortos permanece em 33. Há 3.275 casos ativos (33 na fronteira e 3.242 na comunidade).[61]
- Singapura registrou 3.099 novos casos, incluindo 2.965 na comunidade, 128 residentes em dormitórios e seis importados, elevando o total para 233.176. 14 mortes foram confirmadas, elevando o número de mortos para 562.[62]
- A Ucrânia registrou 24.058 novos casos diários e 750 novas mortes diárias, elevando o número total para 3.179.577 e 75.607, respectivamente; um total de 2.594.679 pacientes se recuperaram.[63]

### 13 de novembro
- A Malásia registrou 5.809 novos casos, elevando o número total para 2.541.147. Há 4.712 recuperações, elevando o número total de recuperações para 2.446.197. Há 55 mortes, elevando o número de mortos para 29.631.[64]
- A Nova Zelândia registrou 177 novos casos, elevando o número total para 8.482. Há 45 recuperações, elevando o número total de recuperações para 5.043. O número de mortos permanece em 33. Há 3.406 casos ativos (33 na fronteira e 3.373 na comunidade).[65]
- Rússia ultrapassa nove milhões de casos de COVID-19.
- Singapura registrou 2.304 novos casos, incluindo 2.179 na comunidade, 120 residentes em dormitórios e cinco importados, elevando o total para 235.480. 14 mortes foram confirmadas, elevando o número de mortos para 576.[66]
- A Ucrânia registrou 23.572 novos casos diários e 695 novas mortes diárias, elevando o número total para 3.203.149 e 75.607, respectivamente; um total de 2.620.094 pacientes se recuperaram.[67]
- Os Estados Unidos da América ultrapassam 47 milhões de casos.[68]

### 14 de novembro
- O Canadá registrou 1.475 novos casos, elevando o total para 1.748.391.[69]
- Alemanha ultrapassa 5 milhões de casos de COVID-19.[70]
- A Malásia registrou 5.162 novos casos, elevando o número total para 2.546.309. Há 5.019 recuperações, elevando o número total de recuperações para 2.451.216. Há 45 mortes, elevando o número de mortos para 29.676.[71]
- A Nova Zelândia registrou 210 novos casos, elevando o número total para 8.692. Há 47 recuperações, elevando o número total de recuperações para 5.090. O número de mortos permanece em 33. Há 3.569 casos ativos (34 na fronteira e 3.535 na comunidade).[72]
- Singapura registrou 1.723 novos casos, incluindo 1.651 na comunidade, 66 residentes em dormitórios e seis importados, elevando o total para 237.203. Dez mortes foram confirmadas, elevando o número de mortos para 586.[73]
- A Ucrânia registrou 14.490 novos casos diários e 403 novas mortes diárias, elevando o número total para 3.217.639 e 76.705, respectivamente; um total de 2.631.240 pacientes se recuperaram.[74]

### 15 de novembro
- O Canadá registrou 2.221 novos casos, totalizando 1.752.517.[75]
- A Malásia registrou 5.143 novos casos, elevando o número total para 2.551.452. Existem 4.551 recuperações, elevando o número total de recuperações para 2.455.767. Há 53 mortes, elevando o número de mortos para 29.729.[76]
- A Nova Zelândia registrou 174 novos casos, elevando o número total para 8.866. São 86 recuperações, elevando o número total para 5.176. Uma morte foi relatada, elevando o número de mortos para 34. Há 3.656 casos ativos (34 na fronteira e 3.622 na comunidade).[77]
- Singapura registrou 2.069 novos casos, incluindo 1.964 na comunidade, 101 residentes em dormitórios e quatro importados, elevando o total para 239.272. Oito mortes foram confirmadas, elevando o número de mortos para 594.[78]
- A Ucrânia registrou 10.802 novos casos diários e 442 novas mortes diárias, elevando o número total para 3.228.441 e 77.147, respectivamente; um total de 2.642.459 pacientes se recuperaram.[79]

### 16 de novembro
Relatório semanal da Organização Mundial da Saúde:
- O Canadá registrou 1.592 novos casos, elevando o total para 1.754.375.[81]
- Fiji registrou 32 novos casos nos últimos três dias. Além disso, 14 novas mortes foram relatadas, elevando o número de mortos para 694.[82]
- A Malásia registrou 5.413 casos, elevando o número total para 2.556.865. Existem 6.013 recuperações, elevando o número total de recuperações para 2.461.780. Há 40 mortes, elevando o número de mortos para 29.769.[83]
- A Nova Zelândia registrou 222 novos casos, elevando o número total para 9.088. Há seis recuperações, elevando o número total de recuperações para 5.182. Uma morte foi relatada, elevando o número de mortos para 35. Há 3.871 casos ativos (34 na fronteira e 3.837 na comunidade).[84]
- Singapura registrou 2.069 novos casos, incluindo 2.021 na comunidade, 43 residentes em dormitórios e cinco importados, elevando o total para 241.341. 18 mortes foram confirmadas, elevando o número de mortos para 612.[85]
- A Ucrânia registrou 16.308 novos casos diários e um recorde de 838 novas mortes diárias, elevando o número total para 3.244.749 e 77.985, respectivamente; um total de 2.664.373 pacientes se recuperaram.[86]

### 17 de novembro
- O Canadá registrou 2.434 novos casos, elevando o total para 1.756.824.[87]
- A Malásia registrou 6.228 novos casos, elevando o número total para 2.563.153. Existem 4.743 recuperações, elevando o número total de recuperações para 2.466.523. Há 68 mortes, elevando o número de mortos para 29.837.[88]
- A Nova Zelândia registrou 197 novos casos, elevando o número total para 9.285. Há 17 recuperações, elevando o número total de recuperações para 5.199. O número de mortos permanece em 35. Há 4.051 casos ativos (28 na fronteira, 4.022 na comunidade e 1 em investigação).[89]
- Singapura registrou 3.474 novos casos, incluindo 3.320 na comunidade, 144 residentes em dormitórios e dez importados, elevando o total para 244.815. Sete mortes foram confirmadas, elevando o número de mortos para 619.[90]
- A Ucrânia registrou 18.668 novos casos diários e 769 novas mortes diárias, elevando o número total para 3.263.417 e 78.754, respectivamente; um total de 2.684.584 pacientes se recuperaram.[91]

### 18 de novembro
- A Áustria ultrapassou um milhão de casos de COVID-19.[92]
- O Canadá registrou 2.681 novos casos, elevando o total para 1.759.560.[87]
- A Malásia registrou 6.380 novos casos, elevando o número total para 2.569.533. São 5.760 recuperações, elevando o número total de recuperações para 2.472.283. Há 55 mortes, elevando o número de mortos para 29.892.[93]
- A Nova Zelândia registrou 167 novos casos, elevando o número total para 9.452. Existem 26 recuperações, elevando o número total de recuperações para 5.225. O número de mortos permanece em 35. Há 4.192 casos ativos (28 na fronteira, 4.163 na comunidade e um em investigação).[94]
- Singapura registrou 2.038 novos casos, incluindo 1.964 na comunidade, 67 residentes em dormitórios e sete importados, elevando o total para 246.853. Seis mortes foram confirmadas, elevando o número de mortos para 625.[95]
- A Ucrânia registrou 20.591 novos casos diários e 752 novas mortes diárias, elevando o número total para 3.284.008 e 79.506, respectivamente; um total de 2.704.217 pacientes se recuperaram.[96]

### 19 de novembro
- O Canadá registrou 2.897 novos casos, elevando o total para 1.762.438.[97]
- A Malásia registrou 6.355 novos casos, elevando o número total para 2.575.888. Há 5.031 recuperações, elevando o número total de recuperações para 2.477.314. Há 45 mortes, elevando o número de mortos para 29.937.[98]
- A Nova Zelândia registrou 200 novos casos, elevando o número total para 9.652. Existem 65 recuperações, elevando o número total de recuperações para 5.290. Há três mortes, elevando o número de mortos para 38. Há 4.324 casos ativos (23 na fronteira, 4.300 na comunidade e um em investigação).[99]
- Singapura registrou 1.734 novos casos, incluindo 1.633 na comunidade, 97 residentes em dormitórios e quatro importados, elevando o total para 248.587. 16 mortes foram confirmadas, elevando o número de mortos para 641.[100]
- A Ucrânia registrou 20.050 novos casos diários e 725 novas mortes diárias, elevando o número total para 3.304.058 e 80.231, respectivamente; um total de 2.726.521 pacientes se recuperaram.[101]

### 20 de novembro
- O Brasil ultrapassou 22 milhões de casos de COVID-19.[102]
- O Canadá registrou 1.799 novos casos, elevando o total para 1.764.305.[103]
- Fiji relatou a morte de um bebê de três meses por COVID-19, elevando o número de mortos para 65. 15 novos casos foram relatados nos últimos dois dias.[104]
- A Malásia registrou 5.859 novos casos, elevando o número total para 2.581.747. São 4.970 recuperações, elevando o número total de recuperações para 2.482.284. Há 38 mortes, elevando o número de mortos para 29.978.[105]
- A Nova Zelândia registrou 171 novos casos, elevando o número total para 9.823. Existem 73 recuperações, elevando o número total de recuperações para 5.363. Uma morte foi relatada, elevando o número de mortos para 39. Há 4.421 casos ativos (24 na fronteira, 4.396 na comunidade e um em investigação).[106]
- Singapura registrou 1.931 novos casos, incluindo 1.867 na comunidade, 58 residentes em dormitórios e seis importados, elevando o total para 250.518. 13 mortes foram confirmadas, elevando o número de mortos para 654.[107]
- A Ucrânia registrou 18.250 novos casos diários e 664 novas mortes diárias, elevando o número total para 3.322.308 e 80.895, respectivamente; um total de 2.748.500 pacientes se recuperaram.[108]

### 21 de novembro
- O Canadá registrou 1.602 novos casos, elevando o total para 1.765.907.[103]
- A Malásia registrou 4.854 novos casos, elevando o número total para 2.586.601. São 5.525 recuperações, elevando o número total de recuperações para 2.487.809. Há 24 mortes, elevando o número de mortos para 30.002.[109]
- A Nova Zelândia registrou 149 novos casos, elevando o número total para 9.972. Existem 133 recuperações, elevando o número total de recuperações para 5.496. O número de mortos permanece em 39. Há 4.437 casos ativos (23 na fronteira, 4.413 na comunidade e um em investigação).[110]
- Singapura registrou 1.670 novos casos, incluindo 1.577 na comunidade, 80 residentes em dormitórios e 13 importados, elevando o total para 252.188. Oito mortes foram confirmadas, elevando o número de mortos para 662.[111]
- A Ucrânia registrou 10.635 novos casos diários e 377 novas mortes diárias, elevando o número total para 3.332.943 e 81.272, respectivamente; um total de 2.762.950 pacientes se recuperaram.[112]

### 22 de novembro
- O Canadá registrou 1.979 novos casos, elevando o total para 1.769.054.[113]
- Hungria ultrapassa um milhão de casos de COVID-19.[114]
- A Malásia registrou 4.885 novos casos, elevando o número total para 2.591.486. São 5.628 recuperações, elevando o número total de recuperações para 2.493.437. Há 63 mortes, elevando o número de mortos para 30.063.[115]
- A Nova Zelândia registrou 205 novos casos, elevando o número total para 10.176. Existem 2 recuperações, elevando o número total de recuperações para 5.498. Uma morte foi relatada, elevando o número de mortos para 40. Há 4.638 casos ativos (23 na fronteira, 4.614 na comunidade e um em investigação).[116]
- Singapura registrou 1.461 novos casos, incluindo 1.415 na comunidade, 40 residentes em dormitórios e seis importados, elevando o total para 253.649. Cinco mortes foram confirmadas, elevando o número de mortos para 667.[117]
- A Ucrânia registrou 7.464 novos casos diários e 326 novas mortes diárias, elevando o número total para 3.340.407 e 81.598, respectivamente; um total de 2.773.490 pacientes se recuperaram.[118]

### 23 de novembro
Relatório semanal da Organização Mundial da Saúde:
- O Canadá registrou 2.218 novos casos, elevando o total para 1.772.319.[120]
- Fiji registrou 15 novos casos no fim de semana.[121]
- A Malásia registrou 5.594 novos casos, elevando o número total de 2.597.080. Há 4.908 recuperações, elevando o número total de recuperações para 2.498.345. Há 47 mortes, elevando o número de mortos para 30.110.[122]
- A Nova Zelândia registrou 217 novos casos, elevando o número total para 10.393. Há 27 recuperações, elevando o número total de recuperações para 5.525. O número de mortos permanece em 40. Há 4.828 casos ativos (26 na fronteira, 4.801 na comunidade e um em investigação).[123]
- Singapura registrou 1.782 novos casos, incluindo 1.754 na comunidade, 21 residentes em dormitórios e sete importados, elevando o total para 255.431. Cinco mortes foram confirmadas, elevando o número de mortos para 672.[124]
- A Ucrânia registrou 12.729 novos casos diários e 720 novas mortes diárias, elevando o número total para 3.353.136 e 82.318, respectivamente; um total de 2.796.597 pacientes se recuperaram.[125]
- O primeiro-ministro francês Jean Castex testou positivo para a COVID-19.[126]

### 24 de novembro
- O Canadá registrou 2.624 novos casos, elevando o total para 1.774.946.[127]
- A República Tcheca ultrapassa 2 milhões de casos, tornando-se o 25º país a fazê-lo.[128]
- A Malásia registrou 5.755 casos, elevando o número total para 2.602.835. São 5.082 recuperações, elevando o número total para 2.503.427. Há 37 mortes, elevando o número de mortos para 30.147.[129]
- A Nova Zelândia registrou 216 novos casos, elevando o número total para 10.609. Há oito novas recuperações, elevando o número total de recuperações para 5.533. O número de mortos permanece em 40. Existem 5.036 casos ativos (27 na fronteira e 5.009 na comunidade).[130]
- Singapura registrou 2.079 novos casos, incluindo 2.030 na comunidade, 40 residentes em dormitórios e nove importados, elevando o total para 257.510. Seis mortes foram confirmadas, elevando o número de mortos para 678.[131]
- A Ucrânia registrou 14.325 novos casos diários e 595 novas mortes diárias, elevando o número total para 3.367.461 e 82.913, respectivamente; um total de 2.825.641 pacientes se recuperaram.[132]

### 25 de novembro
- O Canadá registrou 2.868 novos casos, elevando o total para 1.777.814.[133]
- A Alemanha atingiu 100.000 mortes por COVID-19.[134]
- A Malásia registrou 6.144 novos casos, elevando o número total para 2.608.979. Existem 6.602 recuperações, elevando o número total de recuperações para 2.510.029. Há 48 mortes, elevando o número de mortos para 30.195.[135]
- A Nova Zelândia registrou 180 novos casos, elevando o número total para 10.789. Existem 2 recuperações, elevando o número total de recuperações para 5.535. Houve uma morte, elevando o número de mortos para 41. Há 5.213 casos ativos (31 na fronteira e 5.182 na comunidade).[136]
- Singapura registrou 1.275 novos casos, incluindo 1.228 na comunidade, 31 residentes em dormitórios e 16 importados, elevando o total para 258.785. Três mortes foram confirmadas, elevando o número de mortos para 681.[137]
- A África do Sul descobriu um novo tipo de variante chamada Linhagem B.1.1.529 . A variante é altamente mutada e é encontrada apenas em alguns casos.[138]
- A Ucrânia registrou 16.943 novos casos diários e 628 novas mortes diárias, elevando o número total para 3.384.404 e 83.541, respectivamente; um total de 2.852.452 pacientes se recuperaram.[139]
- O Reino Unido ultrapassa os 10 milhões de casos.[140]

### 26 de novembro
- O Canadá registrou 2.360 novos casos, elevando o total para 1.781.468.[133]
- A Malásia registrou 5.501 novos casos, elevando o número total para 2.614.480. São 6.664 recuperações, elevando o número total de recuperações para 2.516.693. Há 45 mortes, elevando o número de mortos para 30.240.[141]
- A Nova Zelândia registrou 177 novos casos, elevando o número total para 10.966. Existem 14 recuperações, elevando o número total de recuperações para 5.549. Uma morte foi relatada, elevando o número de mortos para 42. Há 5.375 casos ativos (36 na fronteira e 5.339 na comunidade).[142]
- Singapura registrou 1.090 novos casos, incluindo 1.064 na comunidade, 22 residentes em dormitórios e quatro importados, elevando o total para 259.875. Três mortes foram confirmadas, elevando o número de mortos para 684.[143]
- A Ucrânia registrou 15.936 novos casos diários e 608 novas mortes diárias, elevando o número total para 3.400.340 e 84.149, respectivamente; um total de 2.877.021 pacientes se recuperaram.[144]
- A Organização Mundial da Saúde classifica a variante Omicron como Variant of Concern (VOC) .[48]

### 27 de novembro
- O Canadá registrou 2.183 novos casos, elevando o total para 1.784.354.[145]
- Fiji registrou 20 novos casos nos dois dias anteriores. Uma morte foi relatada, elevando o número de mortos para 696.[146]
- A Alemanha relatou seus primeiros 2 casos da variante Omicron .[147]
- A Malásia registrou 5.097 casos, elevando o número total para 2.619.577. Existem 5.352 recuperações, elevando o número total de recuperações para 2.522.045. Há 40 mortes, elevando o número de mortos para 30.280.[148]
- A Nova Zelândia registrou 148 novos casos, elevando o número total para 11.114. Há 18 recuperações, elevando o número total de recuperações para 5.567. O número de mortos continua a ser 42. Existem 5.505 casos ativos (41 na fronteira e 5.464 na comunidade).[149]
- Singapura registrou 1.761 novos casos, incluindo 1.689 na comunidade, 63 residentes em dormitórios e nove importados, elevando o total para 261.636. Seis mortes foram confirmadas, elevando o número de mortos para 690.[150]
- A Ucrânia registrou 14.200 novos casos diários e 568 novas mortes diárias, elevando o número total para 3.414.540 e 84.717, respectivamente; um total de 2.899.967 pacientes se recuperaram.[151]

### 28 de novembro
- O Canadá registrou 1.892 novos casos, elevando o total para 1.786.246.[152]
- A Malásia registrou 4.239 novos casos, elevando o número total para 2.623.816. Há 5.007 recuperações, elevando o número total de recuperações para 2.527.052. Há 29 mortes, elevando o número de mortos para 30.309.[153]
- A Holanda relatou seus primeiros 13 casos da variante Omicron .[154]
- A Nova Zelândia registrou 148 novos casos, elevando o número total para 11.260. Existem 68 recuperações, elevando o número total de recuperações para 5.635. Uma morte foi relatada, elevando o número de mortos para 43. Há 5.582 casos ativos (43 na fronteira e 5.539 na comunidade).[155]
- Singapura registrou 747 novos casos, incluindo 719 na comunidade, 25 residentes em dormitórios e três importados, elevando o total para 262.383. 11 mortes foram confirmadas, elevando o número de mortos para 701.[156]
- A Ucrânia registrou 7.483 novos casos diários e 400 novas mortes diárias, elevando o número total para 3.422.023 e 85.117, respectivamente; um total de 2.910.237 pacientes se recuperaram.[157]

### 29 de novembro
- O Canadá registrou 2.324 novos casos, elevando o total para 1.790.142.[158]
- A Itália registrou 12.932 novos casos, ultrapassando 5 milhões de casos. 47 novas mortes foram relatadas, elevando o número de mortos para 133.674.[159]
- A Malásia registrou 4.087 novos casos, elevando o número total para 2.627.903. Foram 4.984 recuperações, elevando o número total de recuperações para 2.532.036. 61 mortes foram relatadas, elevando o número de mortos para 30.370.[160]
- A Nova Zelândia registrou 185 casos, elevando o número total para 11.444. Existem 9 recuperações, elevando o número total de recuperações para 5.645. O número de mortos permanece em 43. Há 5.756 casos ativos (46 na fronteira e 5.710 na comunidade).[161]
- Singapura registrou 1.103 novos casos, incluindo 1.070 na comunidade, 25 residentes em dormitórios e oito importados, elevando o total para 263.486. Nove mortes foram confirmadas, elevando o número de mortos para 710.[162]
- A Ucrânia registrou 5.804 novos casos diários e 297 novas mortes diárias, elevando o número total para 3.427.827 e 85.414, respectivamente; um total de 2.920.714 pacientes se recuperaram.[163]

### 30 de novembro
Relatório semanal da Organização Mundial da Saúde.
- O Canadá registrou 1.757 novos casos, elevando o total para 1.791.895.[158]
- Fiji registrou 12 novos casos nos dois dias anteriores. O número de mortos permanece 696.[165]
- A Malásia registrou 4.879 novos casos, elevando o número total para 2.632.782. São 5.168 recuperações, elevando o número total de recuperações para 2.537.204. Há 55 mortes, elevando o número de mortos para 30.425.[166]
- A Nova Zelândia registrou 135 novos casos, elevando o número total para 11.576. Nove recuperações foram relatadas, elevando o número total de recuperações para 5.654. Uma morte foi relatada, elevando o número de mortos para 44. São 5.878 (44 na fronteira e 5.834 em isolamento gerenciado).[167]
- Singapura registrou 1.239 novos casos, incluindo 1.193 na comunidade, 24 residentes em dormitórios e 22 importados, elevando o total para 264.725. Oito mortes foram confirmadas, elevando o número de mortos para 718.[168]
- A Ucrânia registrou 10.554 novos casos diários e 561 novas mortes diárias, elevando o número total para 3.438.381 e 85.975, respectivamente; um total de 2.946.032 pacientes se recuperaram.[169]